# أبو الحسن الصيرفي
أَبُو الْحسن عَليّ بن بنْدَار بن الْحُسَيْن الصَّيْرَفِي، أحد علماء أهل السنة والجماعة ومن أعلام التصوف السني في القرن الرابع الهجري، قال عنه أبو عبد الرحمن السلمي[ ؟ ]: «من جلة مَشَايِخ نيسابور ورزق من رُؤْيَة الْمَشَايِخ وصحبتهم مَا لم يرْزق غَيره»، كتب الحَدِيث النبوي الْكثير وَرَوَاهُ وَكَانَ ثِقَة. توفي سنة 359 هـ، وقيل توفي يوم الأحد 21 رجب سنة 357 هـ.

## شيوخه
صحب بنيسابور أَبَا عُثْمَان ومحفوظًا، وبسمرقند مُحَمَّد بن الْفضل، وببلخ مُحَمَّد بن حَامِد، وبجوزجان أَبَا عَليّ، وبالري يُوسُف بن الْحُسَيْن، وببغداد الْجُنَيْد بن مُحَمَّد ورويمًا وسمنون وَأَبا الْعَبَّاس بن عَطاء وَأَبا مُحَمَّد الْجريرِي، وبالشام طَاهِرًا الْمَقْدِسِي وَأَبا عبد الله ابْن الْجلاء وَأَبا عَمْرو والدمشقي، وبمصر أَبَا بكر الْمصْرِيّ والزقاق وَأَبا عَليّ الرُّوذَبَارِي.

## من أقواله
- التصوف إِسْقَاط رُؤْيَة الْخلق ظَاهراً وَبَاطناً.[1]
- فَسَاد الْقُلُوب على حسب فَسَاد الزَّمَان وَأَهله.[1]
- الْحق أَمر عَظِيم يَطْلُبهُ الْخلق إِنَّمَا الْحق بطرح الدُّنْيَا وَالْآخِرَة.[1]